# 本影、半影和偽本影

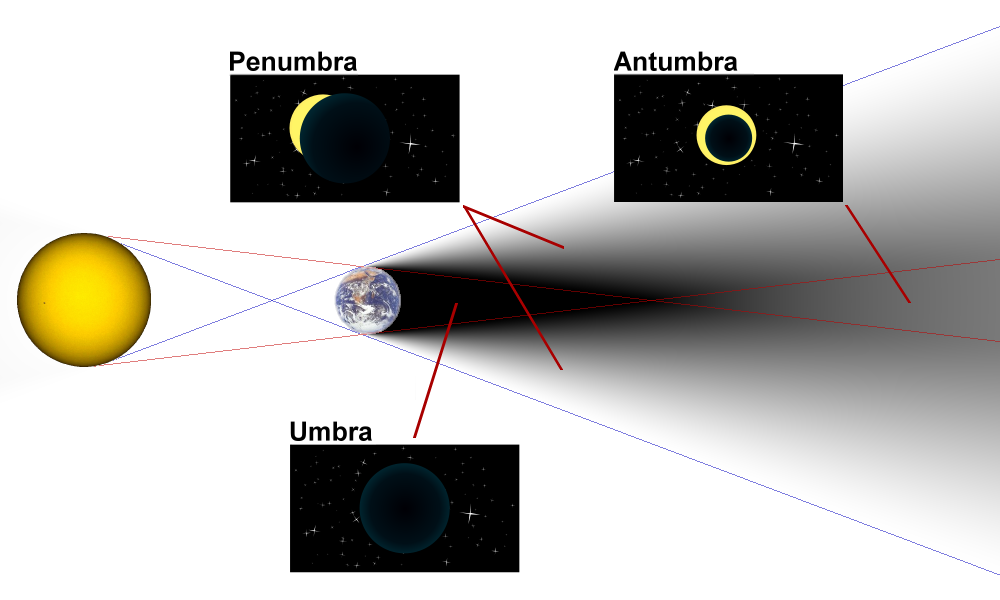
地球的本影、半影和偽本影，以及在這些地區的某些地方可以看到的影像（注意：所示物體的相對尺寸和距離不是按比例繪製的。）「… 地球的陰影有兩個不同的部分，…本影是陰影中所有直射陽光被地球阻擋的部分；陰影部分的半影是地球只阻擋部分陽光的地方。」

本影（A）和半影（B）。

本影、半影和偽本影是任何光源在照射到不透明物體時，在該物體背光處產生的陰影的三個不同部分。假設沒有繞射，對於准直光束（如點光源）的光，只會投射出本影。
這些名稱最常用於天體投射的陰影，儘管它們有時也用於描述分級，例如太陽黑子。

## 本影

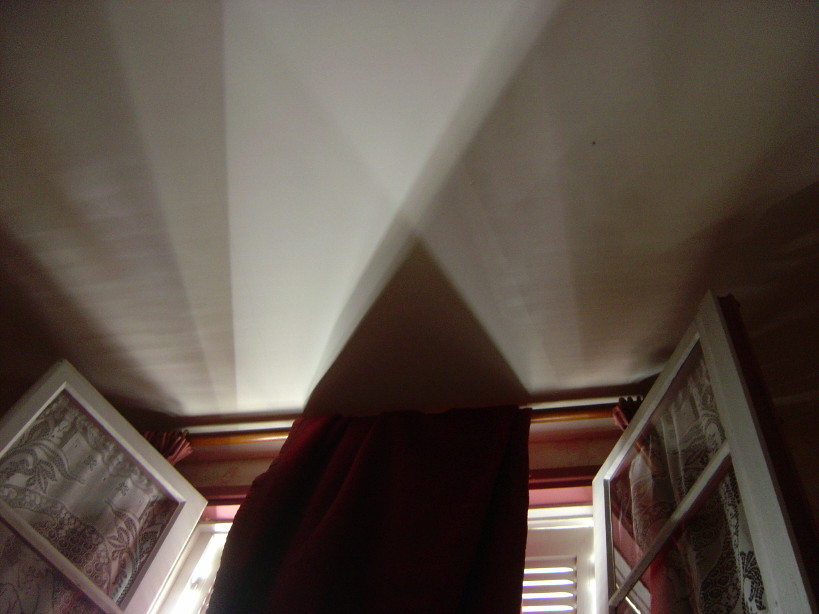
Umbra, penumbra, and antumbra formed through windows and shutters

本影（拉丁語為「陰影」）是光源完全被遮擋體遮擋，陰影最深處和最黑暗的部分。本影內的觀察者會經歷完全的掩星。圓形物體遮擋圓形光源的本影形成一個正圓錐體。當從圓錐體的頂點觀察時，兩個物體看起來大小相同。
從月球到本影頂點的距離大致等於月球和地球之間的距離： 384,402 km（238,856 mi）。由於地球的直徑是月球的3.7倍，其本影相應地延伸得更遠：大致1.4 × 106 km（870,000 mi）。

## 半影
半影（英語：penumbra，來自拉丁語「paene」和「umbra」的組合，前者的意思是「幾乎」，後者的意思是「陰影」）是指只有一部分光源被遮擋體遮擋的區域。在半影中的觀察者經歷了一次日偏食。
另一種定義是半影是「部分或全部」光源被遮擋的區域（即本影是半影的一個子集）。例如，NASA的{{link-en|導航和輔助資訊設施|Navigation and Ancillary Information Facility]]定義本影中的物體也在半影內。

## 偽本影
偽本影（英語：antumbra，源自拉丁文「ante」（「before」）和「umbra」（「shadow」））是遮擋體完全出現在光源圓盤內的區域。這個地區的觀測者會經歷一次日環食，在日食體周圍可以看到一個明亮的光環。如果觀察者靠近光源，遮擋體的表觀尺寸會增加，最終會成為完整的本影。